# Dinadan
En la tradición caballeresca de la Materia de Bretaña, Dinadan era un caballero de la Mesa Redonda originario de Cornualles. En la prosa Tristan y sus adaptaciones, Dinadan es un amigo cercano del protagonista, Tristán. Conocido por su humor cínico y pragmatismo, y también por sus severas actitudes anti-caballerescas en los textos originales franceses, sirve como un contraste a Tristán en su interpretación suavizada en la compilación en inglés de La muerte de Arturo, de Thomas Malory. Tanto en Malory como en sus fuentes francesas, Dinadan aparece en varios episodios a menudo cómicos hasta su asesinato por Mordred y Agravain. A pesar de su papel relativamente menor, se ha convertido en un tema importante de estudio académico, especialmente su versión maloriana.

## Relatos medievales
Al igual que Palamedes y Lamorak, Dinadan aparece por primera vez en la prosa Tristan, del siglo XIII, una variación francesa tardía de la leyenda de Tristán e Isolda. Aquí se lo presentan como un caballero de Cornualles hijo de Brunor, también conocido como el "Buen Caballero Sin Miedo". Entre sus hermanos se encuentran sus compañeros caballeros de la Mesa Redonda, Breunor le Noire y Daniel. A diferencia de muchos otros caballeros del romance artúrico, el pragmático Dinadan tiende a evitar las peleas y considera el amor cortés como una búsqueda inútil, aunque muestra valentía en la batalla cuando es necesario. Como lo describe Norris J. Lacy, quien lo llamó "una de las creaciones más encantadoras" de la prosa Tristan:

Dinadan, un pragmático y un cínico jovial, cuestiona constantemente las convenciones de la caballería y condena, por ejemplo, la locura de librar la batalla sin otro propósito que demostrar valor. Es igualmente cínico respecto del amor, burlándose de los amantes atormentados por sus emociones; no quiere ser parte de un amor que no trae alegría sino sufrimiento. Dinadan sirve como la voz de la razón escéptica y la practicidad.

Las primeras partes de la prosa Tristan presentan inicialmente a Dinadan como un personaje más típico del caballero andante del romance artúrico, menos sensato y con un sarcasmo limitado en comparación con su caracterización en otros relatos franceses, como el Ciclo post-Vulgata, pero no con el de la icónica compilación artúrica inglesa de Thomas Malory, La muerte de Arturo, donde su personaje ya está plenamente establecido y marcadamente atenuado en comparación con los episodios correspondientes de las fuentes textuales en francés de Malory. Dinadan también aparece en algunos romances menos conocidos, como variantes de Les Prophéties de Merlin y Escanor, donde su profundo escepticismo hacia las mujeres sirve como tema cómico.

### La muerte de Arturo
Basado en la prosa Tristan en una forma muy abreviada, la interpretación de Malory de Dinadan (Dynadan) sigue siendo un personaje cómico, ya que conserva algo del humor cínico de la versión francesa y su inclinación a burlarse de la caballería, aunque sin muchos de sus comentarios irónicos originales. Dinadan es a menudo representado como el más ingenioso entre los caballeros de Arturo, siendo este en ocasiones tanto la fuente como el objetivo de sus bromas. Es uno de los pocos capaces de reconocer a sus compañeros caballeros incluso cuando llevan cascos completos y no tienen escudos marcados, lo que Helen Cooper interpretó como una característica femenina.

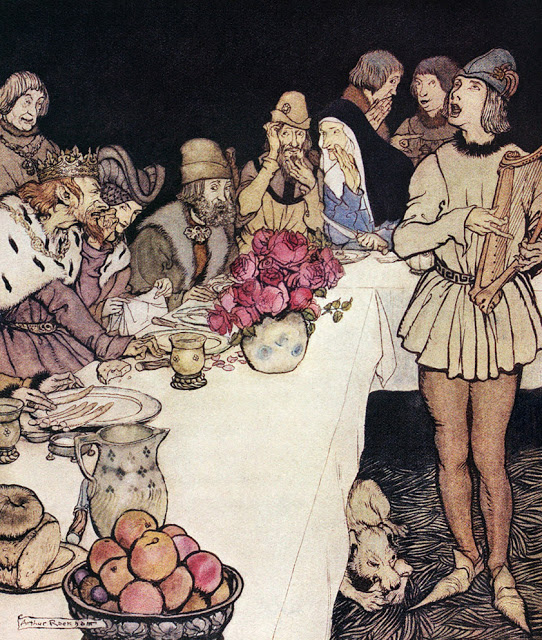
Ilustración de Arthur Rackham para The Romance of King Arthur (1917), de Alfred W. Pollard, que representa una escena de La muerte de Arturo de Malory, donde Eliot el arpista canta un insultante lay compuesto por Dinadan en una fiesta organizada por el rey Marco de Cornualles.

Durante su visita a la corte de Cornualles en busca de su amigo, el joven héroe Tristán (Tristram), Dinadan comparte la cena con la reina Isolda (La Beale Isoud), revelando su elección deliberada de no tener ninguna amada o amante que inspire sus nobles hazañas. En una escapada, es tomado por sorpresa y derrotado en una justa por Lancelot, quien hábilmente usa un vestido sobre su armadura y luego viste a su oponente inconsciente con ella, un episodio de travestismo correspondiente al de la Versión IV de la Prosa Tristán (y las Profecías de Merlín) en el que hombres enviados por Lancelot y Galeotto visten a la fuerza a Dinadan con un vestido de dama como broma para la reina Ginebra. Aunque a regañadientes, Dinadan también es capaz de realizar hazañas heroicas en ocasiones, como cuando ayuda a Tristán a luchar contra 30 caballeros de la reina Morgana, todos a la vez.
En La muerte de Arturo, como en la prosa Tristan, Dinadan encuentra trágicamente su fin después de regresar de Cornualles, con la esperanza de persuadir al rey Arturo de revertir su decisión de reinstaurar al villano rey Marco de Cornualles en el trono. Sin embargo, mientras está herido por su encuentro con el malvado caballero Brehu el Despiadado, Dinadan es emboscado y asesinado por otros dos caballeros de la Mesa Redonda, los traicioneros medio hermanos Mordred y Agravain, quienes lo odian por su asociación con su enemigo Lamorak, del clan rival del rey Pellinore. El medio hermano de Lancelot, Héctor de Maris, descubre a Dinadan mortalmente herido y lo lleva a Camelot, donde finalmente muere en los brazos de Lancelot.
Según Joyce Coleman, "Margaret Schlauch elogia el 'realismo cortesano' representado en La muerte de Arturo de Sir Thomas Malory, destacando especialmente 'el cómicamente realista Sir Dinadan', cuyos comentarios humorísticos sobre su miedo a las justas hacen que su audiencia se ría tanto que apenas pueden permanecer sentados. 'Sir Dinadan, el realista' [según Elizabeth Edwards], descrito como el 'moralista racional' gobernado por un 'credo pragmático' [dice Donald Hoffman], sigue siendo una figura central en el análisis maloriano". Por el contrario, otros estudiosos como Eugène Vinaver y Harold Livermore ven el humor de Dinadan de Malory como inferior al que se encuentra en su material original en francés, donde los chistes de Dinadan se consideran más ofensivos y subversivos, e incluso abordan temas tabú como la religión.

### Tavola Ritonda
En La Tavola Ritonda, una reescritura italiana de finales de la Edad Media de la prosa Tristan, Brehu el Despiadado (Breus sanz Pietà) se convierte de manera única en su primo. Al final del libro, Dinadan (Dinadano) intenta asesinar al rey Marco, capturado en venganza por la muerte de su querido amigo Tristán (Tristano).
A diferencia de otras representaciones, esta versión de Dinadan es mostrada como un misógino violento que alberga una profunda animosidad hacia las mujeres, incluida la amada Isolda (Isotta) de Tristán, a quien insulta abiertamente como una "zorra". Tristán, sin éxito, intenta engañarlo para que ame a una mujer dos veces. La única vez que Dinadan se enamora de una mujer es durante su breve romance con la malvada Losanna de la Torre Antigua ("Losanna della Torre Antica") en un episodio basado en la versión corta de la prosa Tristan. Este asunto hace que se vuelva contra Tristán, quien lucha para salvar a Tessina, la rival de Losanna (a quien Dinadan también llama despectivamente "zorra"). Su actitud típicamente hostil hacia las mujeres le valió la burla amistosa de Tristán, incluido un episodio cómico en el que Tristán, después de que Dinadan se niega a casarse con una hija de Espinogres (aquí retratado como un rey; en la versión de Malory es un caballero compañero de Tristán y Dinadan), entra a la habitación de Dinadan por la noche pretendiendo ser la hija, perdidamente enamorada de él.

## Relatos modernos
Dinadan ha aparecido en varias obras modernas, incluido el musical Camelot, siendo interpretado por John Cullum en la producción original de Broadway de 1960, mientras que Anthony Rogers interpretó el papel en la versión cinematográfica de 1967. También es el personaje principal de la novela de 2003 de Gerald Morris La balada de Sir Dinadan, y aparece en el capítulo "Sir Dinadan el Humorista" en la novela de 1890 de Mark Twain Un yanqui en la corte del rey Arturo. En la novela de 2024 de Lev Grossman The Bright Sword, Dinadan es retratado como un hombre transgénero que usa una armadura de caballero para ocultar sus senos y genitales femeninos. El personaje fue aclamado por la crítica de The New York Times (y también autora de temas artúricos) Kiersten White como "uno de los mejores caballeros de los cuentos artúricos modernos".